# 6702-es mellékút (Magyarország)
A 6702-es számú mellékút egy 11,5 kilométer hosszú, négy számjegyű országos közút Somogy vármegyében. Legfontosabb szerepe, hogy összekapcsolja Somogysárd települést a 61-es főúttal.

## Nyomvonala
A 61-es főútból ágazik ki, annak 135,050-es kilométerszelvénye közelében, Kiskorpád lakott területének keleti részén. Észak felé indul, az ellenkező irányban ugyanott ágazik ki dél felé a 66 324-es út, a MÁV 41-es számú Dombóvár–Gyékényes-vasútvonalának Kiskorpád vasútállomása felé. Valószínűleg évtizedekkel korábban még a mai 6617-es út elődje ágazott ki ugyanott, de a vasútállomás fejlesztésével összefüggésben annak az útnak a 61-essel való keresztezését mintegy 200 méterrel keletebbre helyezték, csökkentendő a közút-vasút szintbeli keresztezések számát.
Alig 200 méter után az út elhagyja a belterületet és eléri Kaposfő közigazgatási határát, onnantól a határvonalat kíséri. 1,8 kilométer után elhalad a két előbbi település és Somogysárd hármashatára mellett, innen egy darabig még mindig határvonalon, de már Somogysárd és Kiskorpád határán húzódik. 2,4 kilométer után lép teljesen somogysárdi területre, és 4,7 kilométer után ér be annak lakott területére.
Ezen a szakaszon Árpád utca néven halad, majd 5,4 kilométer után kiágazik belőle nyugat-északnyugat felé a 67 117-es út, ami Újvárfalva községbe vezet és annak Latinkatelep községrészében ér véget, 7 kilométer után. A 6702-es út neve innen Fő utca, majd 6,5 kilométer után, kelet felől beletorkollik a 6705-ös út, majdnem pontosan 4 kilométer megtétele után. Innen észak felé folytatódik és 7 kilométer megtétele után kilép a házak közül. Több kilométernyi külterületi szakasza következik, végül Sörnyepuszta településrész déli széle előtt beletorkollik a 6703-as útba, annak 13,700-as kilométerszelvényénél.
Teljes hossza, az országos közutak térképes nyilvántartását szolgáló kira.gov.hu adatbázisa szerint 11,545 kilométer.